# Свинецуран
Свинѐцура́н — бинарное неорганическое соединение, интерметаллид
урана и свинца
с формулой UPb,
кристаллы.

## Получение
- Сплавление стехиометрических количеств чистых веществ:

{\displaystyle {\mathsf {U+Pb\ {\xrightarrow {1280^{o}C}}\ UPb}}}

## Физические свойства
Свинецуран образует кристаллы
тетрагональной сингонии, пространственная группа I 41/amd, параметры ячейки a = 0,4579 нм, c = 1,0518 нм, Z = 4.
Соединение образуется по перитектической реакции при температуре 1280 °C.

## Токсичность
Свинецуран — радиоактивное и весьма ядовитое соединение.